# Сошани
Сошани (на македонска литературна норма: Сошани) е село в община Дебърца на Северна Македония.

## География
Селото е разположено в едноименната котловина Дебърца, в източното подножие на Илинската планина.

## История
В XIX век Сошани е българско село в нахия Дебърца на Охридската каза на Османската империя. В „Етнография на вилаетите Адрианопол, Монастир и Салоника“, издадена в Константинопол в 1878 година и отразяваща статистиката на населението от 1873 година, Сошани (Sochani) е посочено като село с 30 домакинства с 82 жители българи.
Според статистиката на Васил Кънчов („Македония. Етнография и статистика“) от 1900 година Сушани е населявано от 30 жители, всички българи християни.
На Етнографската карта на Битолския вилает на Картографския институт в София от 1901 година Горно Сошани (Средореци) е чисто българско село в Охридската каза на Битолския санджак с 6 къщи, а Долно Сошани (Средореци) - също чисто българско с 4 къщи.
В началото на XX век цялото население на селото е под върховенството на Българската екзархия. По данни на секретаря на екзархията Димитър Мишев („La Macédoine et sa Population Chrétienne“) в 1905 година в Сошани има 24 българи екзархисти.
Според преброяването от 2002 година селото има 15 жители македонци.
| Националност | Всичко |
| македонци    | 15     |
| албанци      | 0      |
| турци        | 0      |
| роми         | 0      |
| власи        | 0      |
| сърби        | 0      |
| бошняци      | 0      |
| други        | 0      |